# Plasticose
Plasticose (ou também Plasticosis) é uma doença que afeta aves marinhas e que é causado devido a ingestão excessiva de plástico. A Plasticose foi descoberta por um grupo de cientistas do Reino Unido e da Austrália.